# Mayridia alcmon
Mayridia alcmon är en stekelart som först beskrevs av Walker 1848.  Mayridia alcmon ingår i släktet Mayridia och familjen sköldlussteklar. Inga underarter finns listade i Catalogue of Life.